# FEMAFRO
A FEMAFRO — Associação de Mulheres Negras, Africanas e Afrodescendentes em Portugal é uma associação feminista sem fins lucrativos, formada em fevereiro de 2016, composta por mulheres e jovens cujo objetivo é a defesa e a promoção de direitos das mulheres negras, africanas e afrodescendentes em Portugal, atuando contra o racismo, sexismo, xenofobia, classicismo, discriminação e a violência com base no género.

## História
O projeto iniciou como plataforma online, no Facebook, onde diariamente eram realizadas publicações relativas a questões ligadas às mulheres negras, tais como notícias, entrevistas e eventos relacionados com esse tema. A associação começou por ser dirigida por três ativistas: Raquel Rodrigues, mediadora social que coordenou o grupo de mulheres imigrantes na Associação Solidariedade Imigrante; Dary Carvalho, vice-presidente da associação juvenil Bué Fixe (associação que que trabalha sobre violência no namoro, prevenção de HIV/sida, etc.) e Joana Sales, membro da UMAR (União de Mulheres Alternativa e Resposta), associação de defesa dos direitos das mulheres. As três ativistas começaram por se reunir presencialmente, abordando questões a nível do racismo, da xenofobia, do serviço doméstico, da questão da identidade, a promoção dos direitos e dos deveres da mulher negra e a luta contra a discriminação sexual.
No dia 30 de abril de 2016, foi realizado o primeiro encontro de feministas negras, com 160 inscrições para um espaço que apenas acolhia 80 pessoas.
Com o objetivo de destacar a contribuição dos afrodescendentes e promover a justiça e o reconhecimento, a FEMAFRO organizou, entre outubro de 2017 e julho de 2018, o projeto “Década Internacional de Afrodescendentes", contando com jovens entre os 14 e 23 anos. Neste projeto foi realizado um conjunto de ações, através de uma metodologia feminista antirracista, abordando diversas áreas temáticas, tais como a igualdade de género, a discriminação racial, a xenofobia e os discursos de ódios, identidade e multiculturalidade. Estas ações resultaram na produção de uma campanha audiovisual relativa à Década Internacional de Afrodescendentes (2015-2024), realizada pelos próprios participantes, em parceria com as escolas Gustave Eiffel (na Amadora) e Gil Vicente (em Lisboa).
No dia 19 de março de 2018, a associação FEMAFRO promoveu uma vigília pela feminista Marielle Franco, na praça Luís de Camões, em Lisboa.
Na sequência de incidentes entre moradores e a polícia ocorridos no Bairro da Jamaica, no Seixal, a FEMAFRO fez parte da organização do protesto contra a violência policial, realizada no dia 25 de janeiro de 2019, juntamente com o Coletivo Consciência Negra, a SOS Racismo, a Plataforma Gueto e a Afrolis – Associação Cultura.
No dia 21 de março de 2019, já sob a direção de Lúcia Furtado, a FEMAFRO foi uma das organizações responsáveis pela Manifestação Contra a Discriminação Racial, realizada no Largo de São Domingos, em Lisboa, para assinalar o Dia Nacional e Internacional Contra a Discriminação Racial. Nela também participaram o Movimento Alternativa Socialista, Consciência Negra, Panteras Rosa, Socialismo Revolucionário – CIT Portugal, Associação Iniciativa Jovem, SOS Racismo, Tás Logado, CAIP – Coletivo de Ação Imigrante e Periférica, DJASS – Associação de Afrodescendentes, e Em Luta, entre outras.

## Atividades e projetos
Os principais objetivos da associação são:
- A recuperação e promoção do papel histórico desempenhado por mulheres negras, africanas e afrodescendentes em Portugal, quebrando com a invisibilidade das mulheres negras na sociedade portuguesa;[1]
- A valorização e fortalecimento do papel da mulher negra enquanto agente activo na sociedade,[2] desconstruindo a ideia da mulher negra como agente passiva, apática, parada, inativa na História;[1]
- Alertar os responsáveis e agentes de decisão técnica e política para as necessidades não atendidas das mulheres negras, africanas e afrodescendentes;[2]

As principais atividades da associação são:
- A participação política e cívica da mulher negra, africana e afrodescendente em Portugal;[12]
- A criação de redes de trabalho com outras associações e organizações que vão ao encontro da missão e dos objetivos da FEMAFRO;[12]
- Realização de parcerias capazes de contribuir para a sustentabilidade de iniciativas e programas desenvolvidos tanto a nível local e nacional como internacional.[12]
- Desenvolvimento de atividades de educação não formal, educação entre pares e intercâmbios, nomeadamente nas escolas, bairros, faculdades, junto das comunidades de crianças, jovens e mulheres;[12][1]
- Realização de eventos, tais como conferências, debates, acções de formação e tertúlias;[12]
- Produção de conteúdos audiovisuais;[12]